# Свети Даниел
Свети Даниел (на словенски: Sveti Danijel) е село в Словения, Корошки регион, община Дравоград. Според Националната статистическа служба на Република Словения през 2015 г. селото има 475 жители.